# Ydre enhed
Ved ydre enheder, også kaldet perifere enheder, forstås en lang række enheder, der kan kobles til en computer, således at der kan overføres data mellem computeren og disse enheder.
Nogle ydre enheder har, især førhen, slet ikke været koblet op til selve computeren. Det har været udstyr til indtastning af data eller programkode, der har kunnet ske fra et tastatur direkte på hulkort eller hulstrimmel. Ligeledes har man haft maskiner, der kunne sortere hulkort eller foretage en udskrift ud fra oplysninger på f.eks. et magnetbånd. Derved har man aflastet den på det tidspunkt meget kostbare computer.

## Eksempler på ydre enheder

### Nutidige ydre enheder
- Båndstation
- Flash-lager
  - USB-nøgle
- Harddisk
- Printer
- Plotter
- Solid State Drive
- USB seriel adapter

### Historiske ydre enheder
- Dataterminal
- Hulkortlæser
- Hulkorthuller
- Hulstrimmellæser
- Hulstrimmelhuller (punch)
- Tromlelager